# Рејвенсворт (Вирџинија)
Рејвенсворт (енгл. Ravensworth) насељено је место без административног статуса у америчкој савезној држави Вирџинија.

## Демографија
По попису из 2010. године број становника је 2.466.
| Група             | 2000.    | 2010.         |
| Белци             | 0 (0,0%) | 1.452 (58,9%) |
| Афроамериканци    | 0 (0,0%) | 61 (2,5%)     |
| Азијати           | 0 (0,0%) | 534 (21,7%)   |
| Хиспаноамериканци | 0 (0,0%) | 355 (14,4%)   |
| Укупно            | 0        | 2.466         |